# Eurycyde diacantha
Eurycyde diacantha är en havsspindelart som beskrevs av Stock, J.H. 1990. Eurycyde diacantha ingår i släktet Eurycyde och familjen Ammotheidae. Inga underarter finns listade i Catalogue of Life.